# Mark Lajal
Mark Lajal (Tallin, 12 de mayo de 2003) es un tenista profesional estonio.

## Trayectoria
En junio de 2023, ganó su primer título Challenger en Little Rock, Arkansas y se convirtió en el primer estonio en ganar un título de esa categoría antes de cumplir 21 años y en el segundo campeón proveniente de Estonia.Unos meses más tarde, recibió una invitación para disputar el cuadro principal del Torneo de Amberes y derrotó a Jaume Munar para conseguir su primera victoria ATP.
Al 8 de noviembre de 2024 se encuentra en el puesto 229.º del Ranking ATP.

## Títulos ATP Challenger (1; 1+0)

### Individuales (1)
| N.° | Fecha              | Torneo                    | Superficie | Oponente en la final | Resultado |
| --- | ------------------ | ------------------------- | ---------- | -------------------- | --------- |
| 1.  | 4 de junio de 2023 | Challenger de Little Rock | Dura       | Beibit Zhukayev      | 6-4, 7-5  |